# Achzarit
L'Achzarit, de l'hebreu אכזרית que significa "cruel" amb flexió femenina, és un transport blindat de personal pesant desenvolupat per Israel. Dissenyat per l'empresa NIMDA, a partir de la dècada dels 80, el blindat volia solucionar el problema de trobar un transport prou robust per les tropes de les Forces de Defensa d'Israel aprofitant els tancs soviètics T-54/T-55 capturats durant la Guerra dels Sis Dies i la Guerra del Yom Kippur.
Les adaptacions es feien eliminant les torretes dels tancs i creant un nou compartiment per a la infanteria. El motor se substituïa i es muntava transversalment a la part esquerra del darrere: inicialment se'n va instal·lar un de 650 CV, insuficient, que es va millorar posteriorment a l'Achzarit 2 amb un motor de 850 CV. Aleshores s'afegia blindatge als laterals i a la part superior i finalment es muntava una estació d'armes remota a sobre del blindat.
A l'any 2004 s'estimava que entre 200 i 300 Achzarit estaven en servei. Els batallons d'aquest blindat estaven formats per 36 variants estàndard i una de comandament. Generalment s'empra en formacions d'armes combinades com a vehicle d'assalt pels soldats. El seu disseny es va optimitzar per sobreviure als cinturons defensius entre els Alts del Golan i Damasc. Tot i això, el seu servei s'ha limitat a guerra de baixa intensitat al Líban i a Palestina. Durant la Segona intifada va demostrar ser especialment útil gràcies a l'estació d'armes remota, que permetia retornar el foc als franctiradors palestins sense que els servidors s'haguessin d'exposar.

## Característiques
Durant les diferents guerres del conflicte araboisraelià les Forces de Defensa d'Israel van trobar que els vehicles blindats de transport que tenien eren massa vulnerables. Especialment a la Guerra del Líban de 1982, els israelians van comprovar que els M113 difícilment podien resistir l'impacte de múltiples RPG-7 sense protecció addicional. Fins i tot el Merkava, el principal tanc isralià, sovint es feia servir com a transport gràcies a la seva porta d'accés posterior, ja que oferia més protecció. Aquesta situació però era insostenible, els tancs no es podien dedicar al transport de soldats.
Alhora, durant aquests conflictes els israelians van poder capturar nombrosos tancs soviètics als àrabs, especialment sirians i egipcis. Alguns d'aquests tancs s'havien convertit a tancs Tiran-4, però aquests blindats tenien poc valor en el camp de batalla i com a màxim eren útils com a vehicles de reserva.
Per aprofitar aquests tancs i alhora solucionar el problema del transport de la infanteria l'empresa israeliana NIMDA, a principis de la dècada dels 80, va començar una reconversió dels tancs T-54/T-55 per convertir-los en transports pesants d'infanteria.
Com que la barcassa està basada en un tanc i es va posar especial èmfasi en la protecció addicional, l'Achzarit es va convertir en un dels transports blindats de personal més ben protegits del món. Alhora, l'Achzarit va servir de referència per altres transports blindats de personal pesants com el VIU-55 Munja de Sèrbia o els BTR-T i BMTP russos.

### Blindatge i distribució
El buc de l'Achzarit és un paral·lelepípede amb un fort pendent al frontal i a la part superior dels laterals. Tant els laterals com el sostre, que és completament pla, es van reforçar amb blindatge addicional.
Internament l'Achzarit està dividit en tres compartiments: el de la tripulació al davant, des d'on es condueix i es fa anar l'estació d'armes remota, el de tropa al mig, on hi ha els soldats que es transporten, i el compartiment del motor al darrere a l'esquerra. Per sortir hi ha una porta i una rampa estreta, actuada hidràulicament, a la part del darrere i a la dreta, que s'aixeca lleugerament per sobre de la transmissió quan els soldats han de sortir. Un desavantatge d'aquest disseny és que quan els soldats han de sortir, com que s'aixeca el corredor, s'indica als enemics que els soldats de l'interior del vehicle estan a punt de desembarcar.

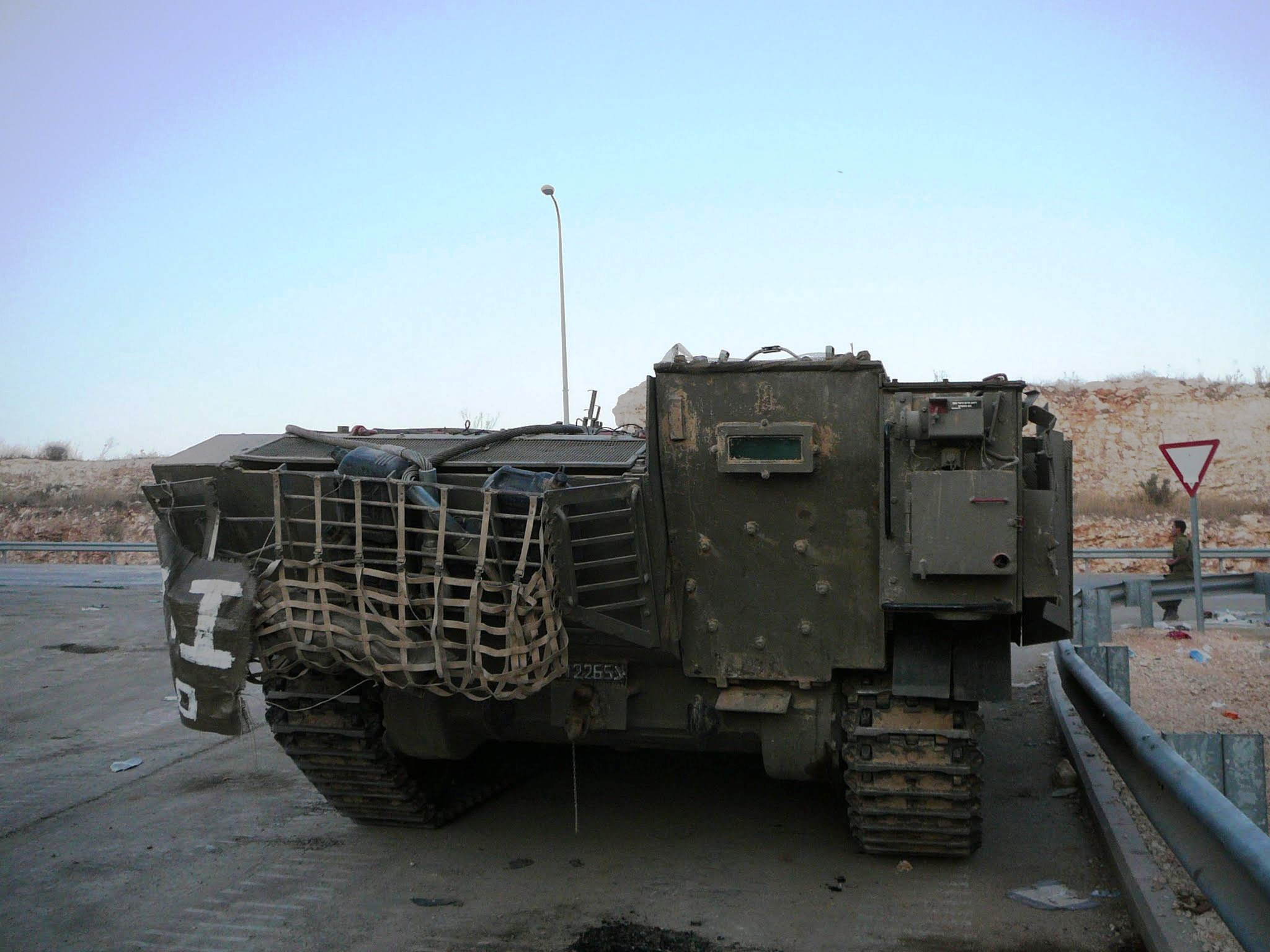
Vista del darrere d'un Achzarit on es pot veure la porta de sortida de tropa, a la dreta.

La distribució de la tripulació és, d'esquerra a dreta: conductor, comandant i artiller (tots alineats i amb una escotilla personal a sobre). Per altra banda, la tropa s'assenta a un banc encoixinat a l'esquerra del compartiment o a quatre seients individuals plegables (situats a la dreta i al darrere del compartiment).
El blindatge de l'Achzarit pesa 14 tones, de les 44 del vehicle, i està dissenyat per resistir impactes de projectils cinètics i HEAT. Els fabricants sostenen que pot aguantar repetits impactes de projectils cinètics de 125 mm al frontal, on hi ha la major part del blindatge. En les altres parts el disseny contribueix a la protecció de la tripulació, per exemple, situant els dipòsits de combustible dièsel als laterals per servir com a blindatge espaiat. A més a més a la part posterior dels laterals també hi ha blindatge de malla Toga, que a més a més pot servir per transportar aigua o equipament.
Per altra banda l'Achzarit també disposa d'un sistema de detecció i extinció d'incendis Spectronix fent servir gas haló. La tripulació i la tropa disposa de protecció individual NBQ. Finalment, l'Achzarit pot crear una cortina de fum injectant dièsel al tub d'escapament i també mitjançant dos llançagranades CL-3030 amb 12 granades de fum.

### Armament

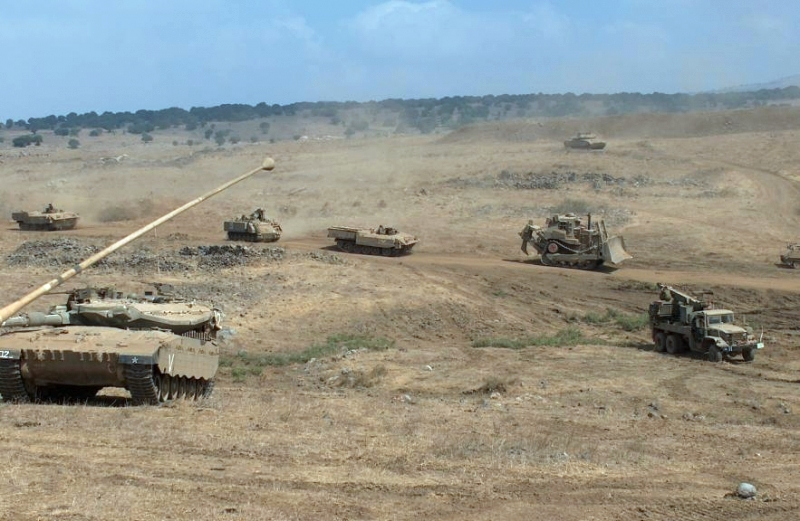
La brigada 188 israeliana fent un entrenament mecanitzat l'any 2007, amb tancs Merkava, M113s, Achzarits...

L'armament de l'Achzarit està orientat a atacar infanteria, originalment NIMDA pretenia equipar-hi 3 estacions d'armes remotes Rafael. Al final, les limitacions pressupostàries van fer que només se n'hi muntés una amb una metralladora FN M240 de 7,62 mm.
Aquest sistema pesa 160 kg i ocupa poc espai internament. Per disparar l'arma es pot fer servir des de dins o obrint l'escotilla i fent-la anar manualment. En cas de fer-se servir des de dins, hi ha un periscopi amb una magnificació x1 i 25º de camp de visió, amb una retícula vermella circular per apuntar. L'artiller també disposa d'una mira telescòpica amb magnificació x8 a la dreta de la mira principal. Totes dues mires tenen visió nocturna, amb intensificadors de segona generació.
Per altra banda, l'Achzarit pot dur fins a 3 metralladores en muntures simples i un morter de 60 mm muntat al sostre que pot servir per disparar projectils d'il·luminació, fum o antipersonals.

### Sistema motor
El sistema motor és la part menys destacable de l'Achzarit. Per facilitar la logística, i minimitzar-ne el cost, s'hi va instal·lar el motor de l'obús autopropulsat M109, poc potent per un vehicle tant pesant.

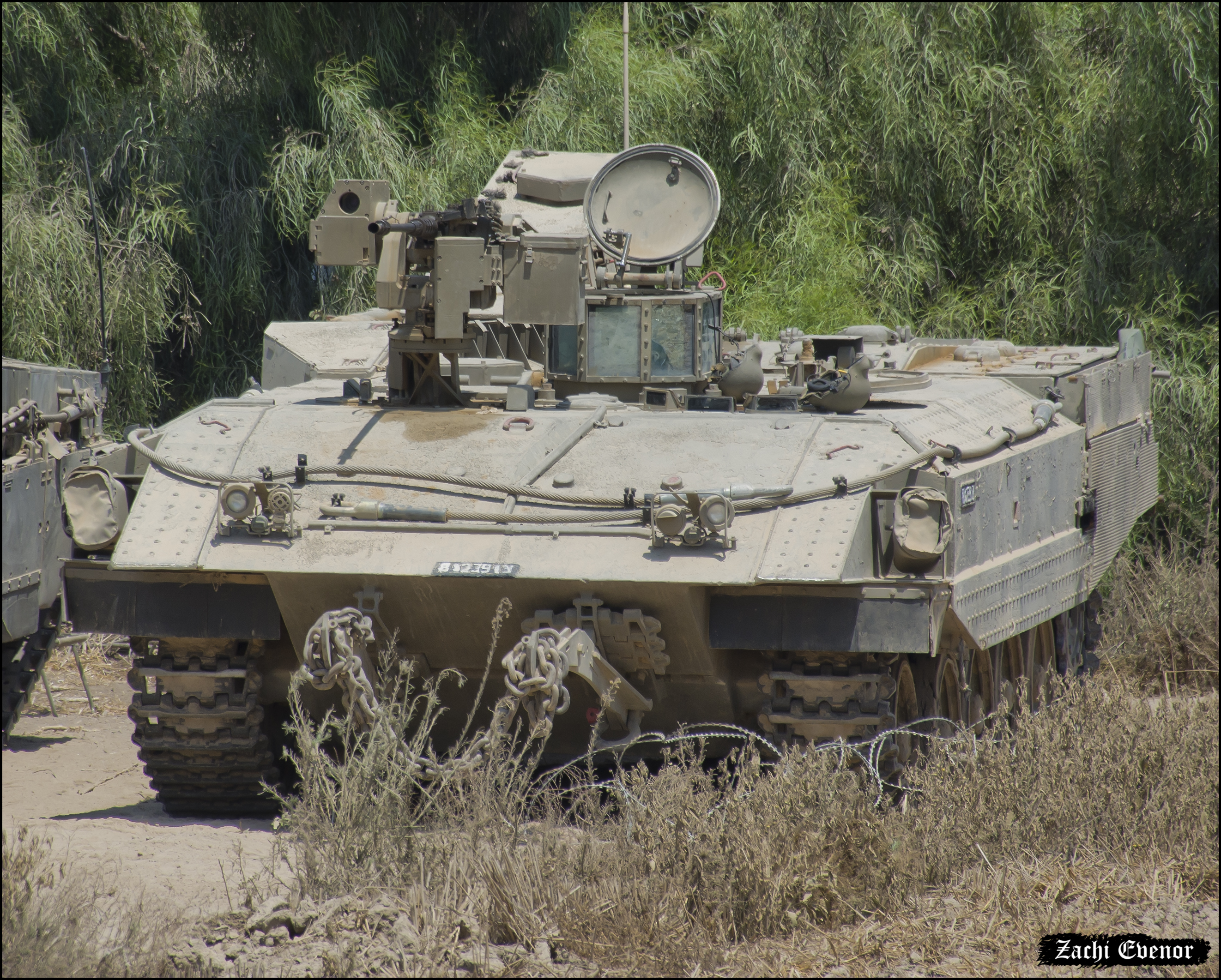
Un Achzarit Aquarium amb la torreta d'observació al costat esquerre de l'estació d'armes remota.

Així, els primers models van dur un motor dièsel Detroit Diesel 8V-71 TTA de 650 CV, combinat amb una transmissió Allison XTG-411-4. Aquesta combinació donava una relació de potència/pes de 14 CV/t.
Posteriorment aquesta combinació es milloraria a l'Achzarit 2 amb un motor dièsel 8V-92TA/DDC III amb una trasmissió XTG-411-5A de 850 CV i una relació de potència/pes de 19,3 CV/t.
La suspensió va ser modificada per l'empresa Kinetics, incorporant barres de torsió i amortidors hidràulics a les rodes de rodament 1 i 5, incrementant l'alçada respecte al terra de 98 mm a 200 mm.

## Variants
A partir de l'Achzarit, gràcies a la seva elevada protecció, s'han desenvolupat variants per servir en altres rols:
- Ambulància: l'interior s'ha distribuït maximitzant el nombre de lliteres per transportar ferits.
- Aquarium: està equipada amb una petita torreta d'observació, feta amb diferents vidres antibales, amb una escotilla a sobre.
- Doghouse: està equipada amb una gran superestructura amb 7 finestres a prova de bales i una metralladora per millorar la visibilitat i la protecció propera en situacions de combat urbà.
- RCWS-30: variant experimental de conversió en vehicle de combat d'infanteria, s'hi munta un canó automàtic de 30 mm al sostre desenvolupat per Rafael.
- HATAP: una conversió a vehicle de combat d'enginyers, amb capacitat per càrrega addicional, un cabrestant i una pala excavadora.

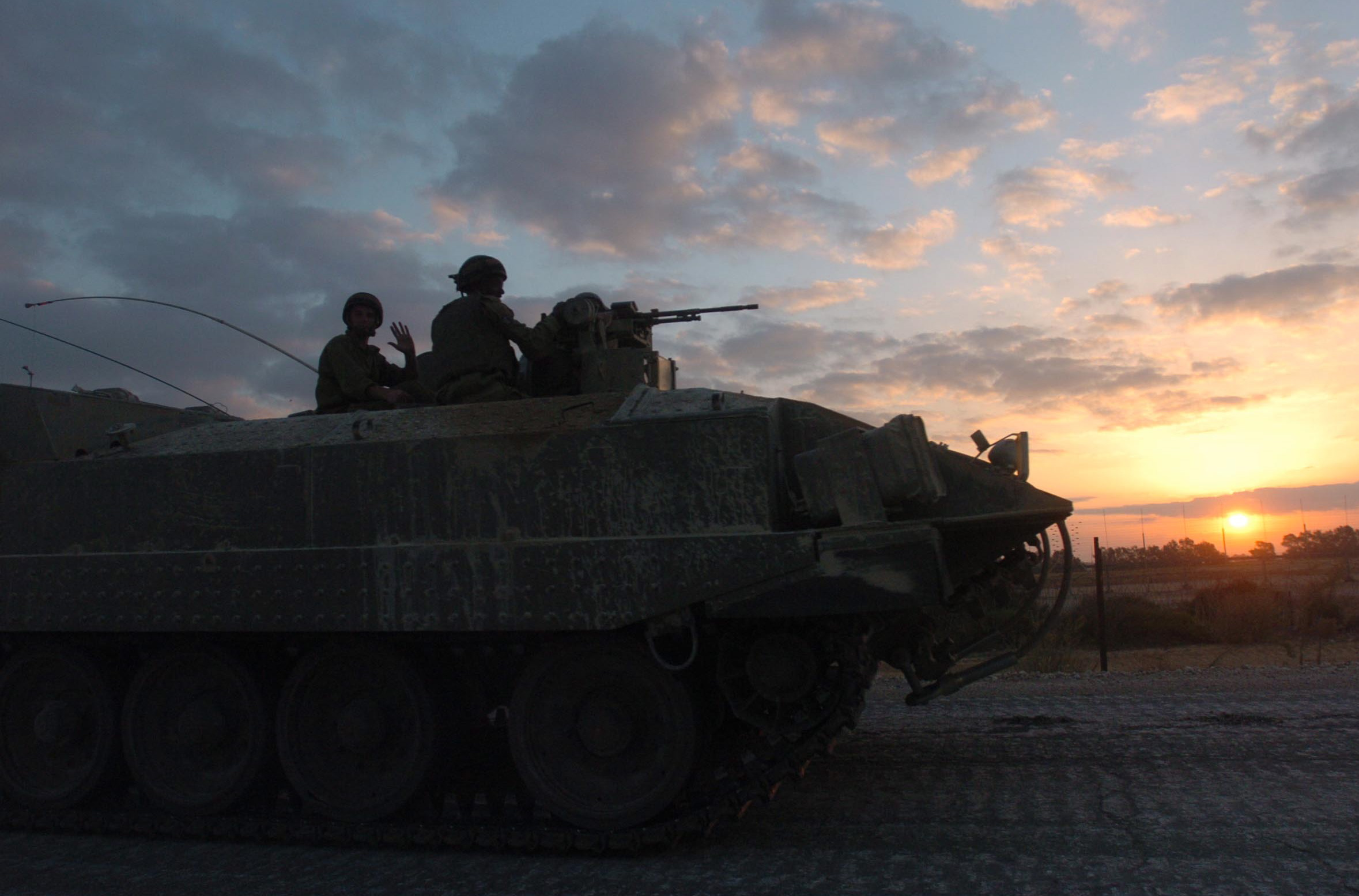
Un Achzarit abandonant la franja de Gaza, al final de la segona intifada, l'estiu de 2005.

## En servei
L'any 2004 s'estimava que entre 200 i 300 Achzarit estaven en servei en batallons de 36 unitats amb una variant de comandament.
Les principals operacions que ha dut a terme són de baixa intensitat, tant al Líban com a la franja de Gaza.
Durant els enfrontaments en ciutats palestines de la segona intifada, moltes baixes israelianes serien causades per franctiradors des d'edificis propers. Els metralladors dels blindats estaven particularment en risc. En el cas de l'Achzarit però, com que el servidor feia anar l'arma des de dins del vehicle, no hi havia aquest perill.
Una de les principals actuacions de l'Achzarit en aquest conflicte va ser el 29 de març 2002. Aquell dia, després d'una explosió a un supermercat isralià, diversos Achzarits van participar en una ràtzia contra el quarter general de Yasser Arafat, el president palestí, a Ramallah.